# 산추 1세
산추 1세(아스투리아스어: Sanchu I)는 레온의 왕이었다. 별칭은 뚱보왕(스페인어: El Craso)이다.

## 생애
951년 라미로 2세가 죽은 뒤 그의 이복형인 오르도뇨 3세(Ordoño III)왕위를 이었다. 그러자 카스티야와 나바라의 귀족들의 지원을 받은 산초 1세는 자기 스스로 왕위계승권을 주장해 오르도뇨 3세와 대립했다. 그런데 956년 오르도뇨 3세의 갑작스러운 사망에 산초 1세가 왕위에 올랐다.
하지만 그는 왕위에서 쫓겨나고 알안달루스(Al-Ándalus)로 가 아브드 알라흐만 3세랑 교섭해 사모라를 공격하였다. 960년 레온을 점령해 다시 왕이 되었다. 하지만 왕권은 많이 약해졌고, 결국 독살당해 죽었다.

## 가계
레온의 왕인 라미로 2세와 우라카 산체스(Urraca Sánchez) 사이에서 아들로 태어났다. 테레사 안수레스(Teresa Ansúrez)와 결혼해 라미로 3세(Ramiro III)와 우라카(Urraca)를 낳았다.